# Boulderblok Universum
Het Boulderblok Universum is een bouwwerk op het terrein van het Amsterdam Science Park, Amsterdam-Oost.

## Algemeen
Het Amsterdam Science Park werd vanaf 1996 volgebouwd op terreinen, die mede onder gemeente Watergraafsmeer, die bestond van 1817-1921, eeuwenlang dienden tot landbouw en veeteelt. Ook toen de gemeente Amsterdam die gemeente annexeerde, bleef het grotendeels agrarisch gebied. Vanaf 1996 kwam er grote verandering; de terreinen werden een (groot)stedelijk gebied voornamelijk gericht op de wetenschap onder aanvoering van de Universiteit van Amsterdam. Een complete campus werd uit de grond gestampt met allerlei gebouwen gericht op de wetenschap, toeleveranciers en afnemers, huisvesting voor studenten etc. Voor docenten en studenten kwam er ook een sporthal op het terrein: Universitair Sportcentrum Universum. Gebouwen kwamen er in allerlei soorten, maten, stijlen en groottes.

## Boulderblok
Dat zag in 2012 na giften mogelijkheden tot het neerzetten van een boulderblok annex klimwand. Het heeft de vorm van een klein gebouwtje, dat als kiosk had kunnen dienen. Het genoemde sportcentrum had een grote vinger in de pap bij het ontwerp. Qua vormgeving wijkt het echter sterk af van haar omgeving. Het valt op door de diagonale belijning van de ribben en kleurstelling. Voor het oppervlak (horizontaal, verticaal maar vooral diagonaal) van circa 85 m² zijn er routes uitgestippeld voor zowel de beginner als de gevorderde. Het bouwwerk (met daklijst) is opgetrokken uit kunststof panelen, waarop de bekende handgrepen (ook in allerlei vormen en maten) zijn bevestigd. Deze handgrepen kunnen losgemaakt en elders bevestigd worden, zodat steeds nieuwe routes aangelegd kunnen worden. Het klimblok staat in de open lucht en is een aanvulling op de klimwand in de sportzaal. Erop klimmen is op eigen risico. Het werd na meerdere afgekeurde ontwerpen op 9 mei 2015 in gebruik genomen.